# Salmiakpastille

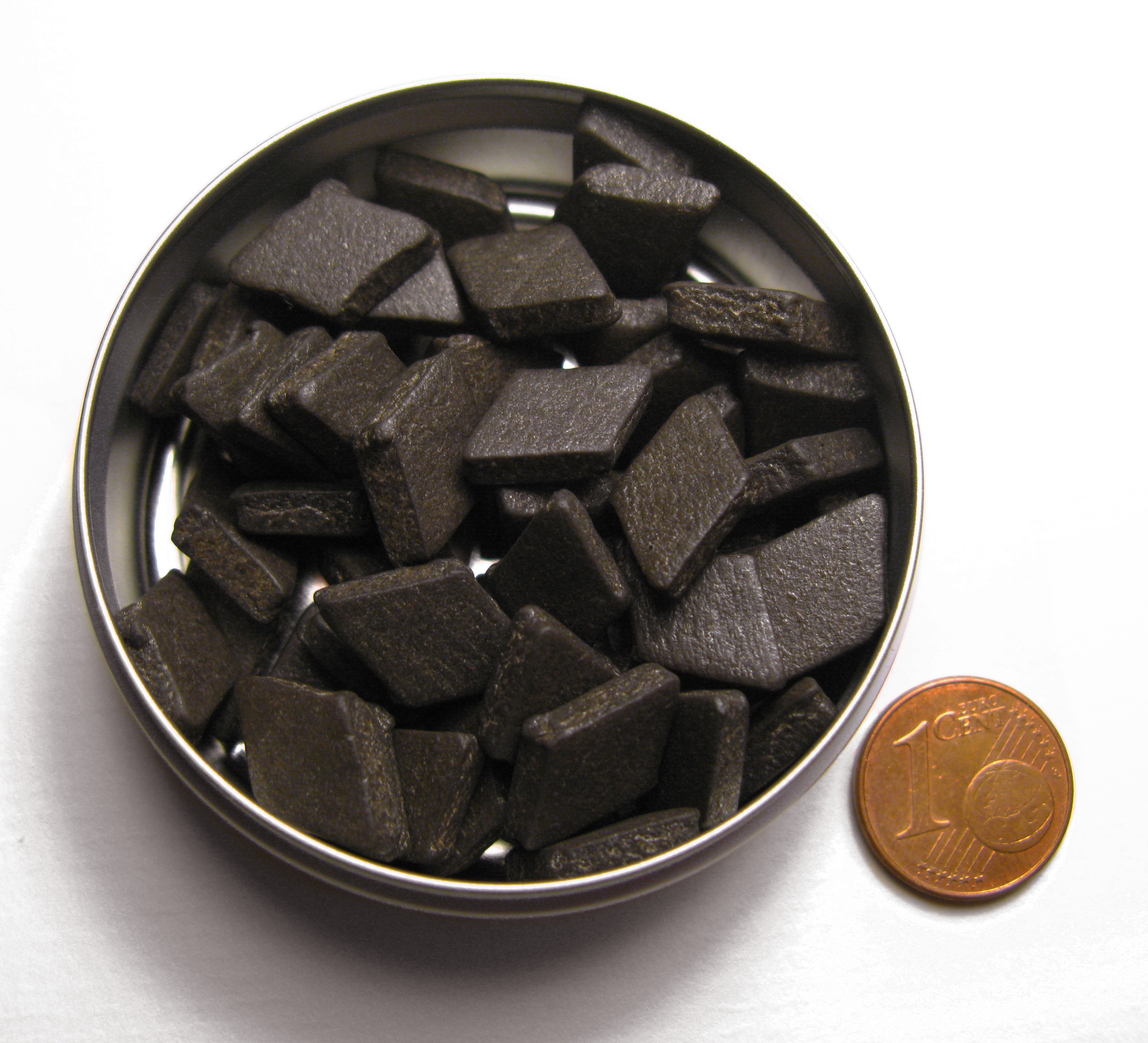
Salmiakpastillen

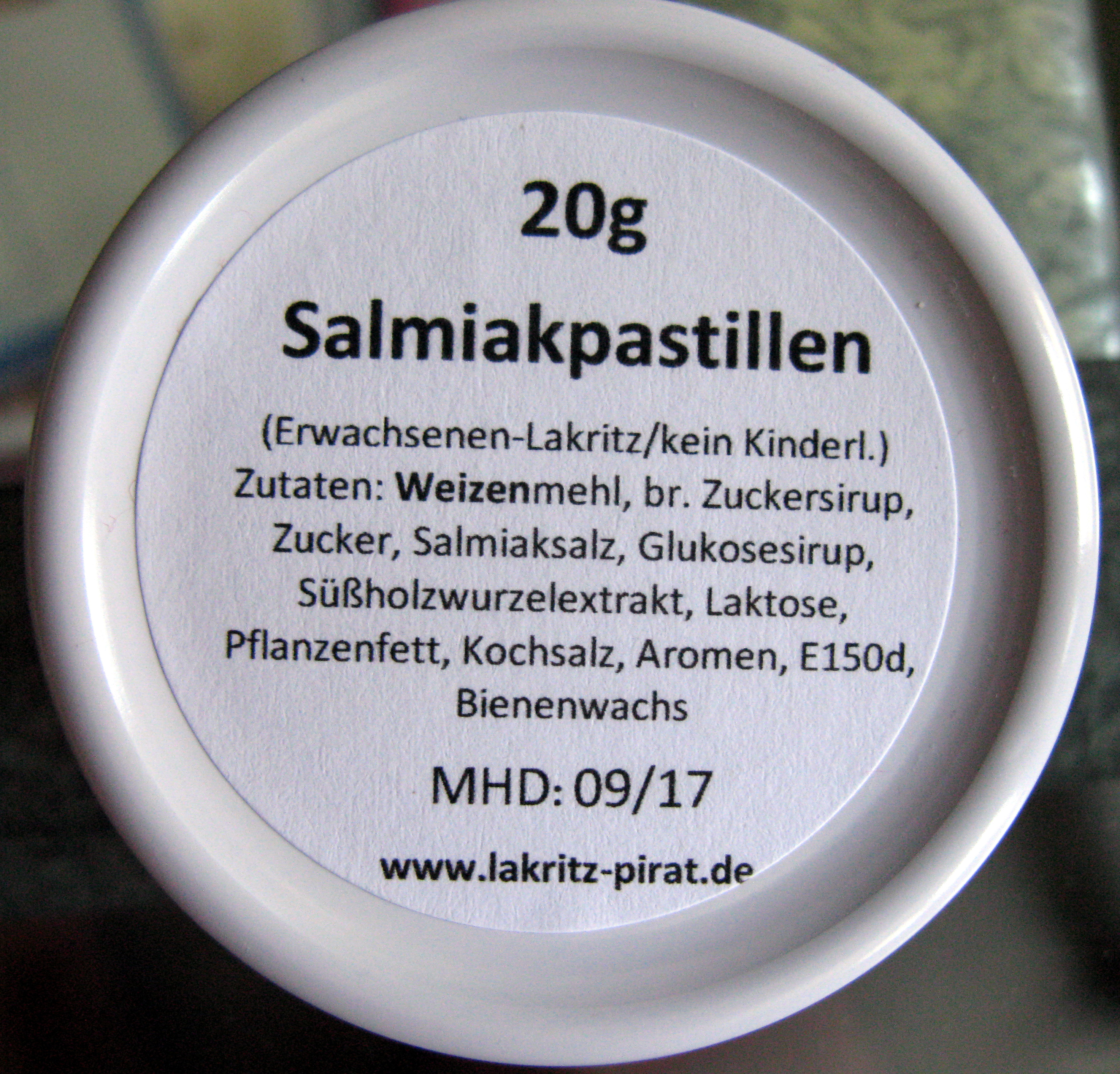
Zutatenliste mit Warnhinweis

Salmiakpastillen, Salmiaklakritze, Salzlakritz oder kurz Salmiak sind Pastillen, die Süßholzwurzelextrakt (Lakritze), Salmiaksalz (Ammoniumchlorid) und oftmals Anisöl enthalten. Sie sind besonders in Nordeuropa sehr beliebt.

## Wirkung
Die antibakterielle Wirkung lässt sich auf die Absenkung des pH-Wertes des Speichels zurückführen. Bei Salmiak handelt es sich chemisch gesehen um Ammoniumchlorid ({\displaystyle \mathrm {NH_{4}Cl} }). Bei der Reaktion mit dem Wasser des Speichels reagieren hydratisierte Ammoniumionen ({\displaystyle \mathrm {NH_{4}^{+}} }) zu Oxonium-Ionen ({\displaystyle \mathrm {H_{3}O^{+}} }) und Ammoniak ({\displaystyle \mathrm {NH_{3}} }). Die Oxonium-Ionen führen zu einer Senkung des pH-Wertes, wodurch Bakterien abgetötet werden.
{\displaystyle \mathrm {NH_{4}^{+}+H_{2}O\longrightarrow NH_{3}+H_{3}O^{+}} }
Reaktion des (Ammonium)-Ions mit Wasser zu Ammoniak und Oxonium-Ionen.
Bei übermäßigem Verzehr kann Salmiak zu einer Übersäuerung des Blutes (Azidose) führen. Das in der Lakritze enthaltene Glycyrrhizin führt überdies in hohen Dosen zu Herz-Rhythmus-Störungen.
In Deutschland müssen Salmiakpastillen mit einem Ammoniumchlorid-Gehalt über 2 % den Warnhinweis „Erwachsenenlakritz – kein Kinderlakritz“ tragen. Der erlaubte Höchstgehalt betrug 7,99 %.
Durch Angleichung an EU-Recht gelten für den Aromastoff Ammoniumchlorid bei Süßwaren heute (Stand 2021) keine Einschränkungen mehr (quantum satis).